# Baltimore Canaries
O Baltimore Canaries foi um clube profissional de beisebol da National Association de 1872 até 1874.

## História
A equipe era normalmente listada como Lord Baltimore nos box scores e também eram referidos como Yellow Stockings. Os nomes de amarelo-vivo (canary) e amarelo eram uma referência a cor de seus uniformes.
Os Canaries jogavam suas partidas em casa no Newington Park em Baltimore, Maryland. O Newington Park era localizado na Pennsylvania Ave. Jogaram sob o comando de cinco diferentes treinadores em suas três temporadas de existência, vencendo 78 jogos e perdendo 79.

## Jogadores notáveis

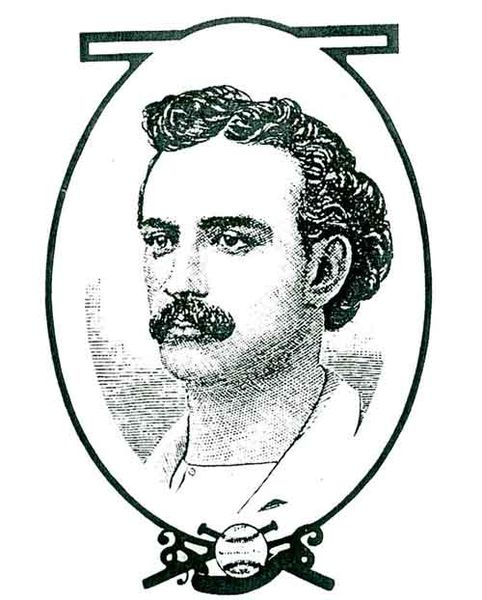
Lip Pike

- Candy Cummings, membro do Baseball Hall of Fame
- Bobby Mathews, venceu 297 jogos em sua carreira
- Lip Pike, 4 vezes campeão em home runs das grandes ligas de beisebol